# Alaptus ah
Alaptus ah är en stekelart som beskrevs av Girault 1930. Alaptus ah ingår i släktet Alaptus och familjen dvärgsteklar. Inga underarter finns listade i Catalogue of Life.